# بيورن سوندكويست
بيورن سوندكويست (بالنرويجية: Bjorn Richard Sundquist)‏ (و. 1948 – م) هو ممثل من النرويج. ولد في هامرفست.

## جوائز
حصل على جوائز منها:
- Amanda Award for Best Actor  [لغات أخرى]‏ (2000)
- جائزة لجنة أماندا الشرفية ‏ (2000)
- Amanda Award for Best Actor  [لغات أخرى]‏، عن عمل:The Other Side of Sunday (1996)
- Amanda Award for Best Actor  [لغات أخرى]‏، عن عمل:The Feldmann Case (1987)
- Filmkritikerprisen  [لغات أخرى]‏، عن عمل:Kronprinsen (1980).

## روابط خارجية
- بيورن سوندكويست على موقع IMDb (الإنجليزية)
- بيورن سوندكويست على موقع ألو سيني (الفرنسية)
- بيورن سوندكويست على موقع أول موفي (الإنجليزية)
- بيورن سوندكويست على موقع قاعدة بيانات الأفلام السويدية (السويدية)
- بيورن سوندكويست على موقع قاعدة بيانات الفيلم (الإنجليزية)
- بيورن سوندكويست على موقع كينوبويسك (الروسية)